# Israelische Eishockeyliga 1994/95
Die Saison 1994/95 war die zweite Spielzeit der israelischen Eishockeyliga, der höchsten israelischen Eishockeyspielklasse. Meister wurde zum ersten Mal in der Vereinsgeschichte überhaupt der HC Bat Yam.

## Modus
In der Hauptrunde absolvierte jede der fünf Mannschaften insgesamt acht Spiele. Die vier bestplatzierten Mannschaften qualifizierten sich für die Playoffs, in denen der Meister ausgespielt wurde. Für einen Sieg erhielt jede Mannschaft zwei Punkte, bei einem Unentschieden gab es ein Punkt und bei einer Niederlage null Punkte.

## Hauptrunde
|    | Klub               | Sp | S | U | N | Tore   | Punkte |
| -- | ------------------ | -- | - | - | - | ------ | ------ |
| 1. | HC Bat Yam         | 8  | 7 | 0 | 1 | 98:50  | 14     |
| 2. | Jerusalem Capitals | 8  | 6 | 0 | 2 | 66:48  | 12     |
| 3. | HC Haifa           | 8  | 4 | 0 | 4 | 68:35  | 8      |
| 4. | HC Metulla         | 8  | 3 | 0 | 5 | 38:64  | 6      |
| 5. | HC Ramat Gan       | 8  | 0 | 0 | 8 | 32:108 | 0      |

Sp = Spiele, S = Siege, U = Unentschieden, N = Niederlagen

## Playoffs

### Halbfinale
- HC Bat Yam – HC Metulla 13:5
- Jerusalem Capitals – HC Haifa 7:5

### Finale
- HC Bat Yam – Jerusalem Capitals 11:3